# 1962 în artă
← 1959 în artă — 1960 în artă — 1961 în artă ——  1962 în artă  —— 1963 în artă — 1964 în artă — 1965 în artă →
1962 în artă implică o serie de evenimente:

## Evenimente

### Evenimente artistice oriunde
Fără date precise

## Nașteri

### Ianuarie - iunie
- 1 ianuarie –
- 31 februarie –
- 13 mai –
- 23 iunie –

### Iulie - decembrie
- 3 iunie –

- 16 octombrie –
- 30 noiembrie –

## Decese
- 2 septembrie –
- 29 decembrie –

## Galerie (lucrări din 1962)

Lucrări reprezentative
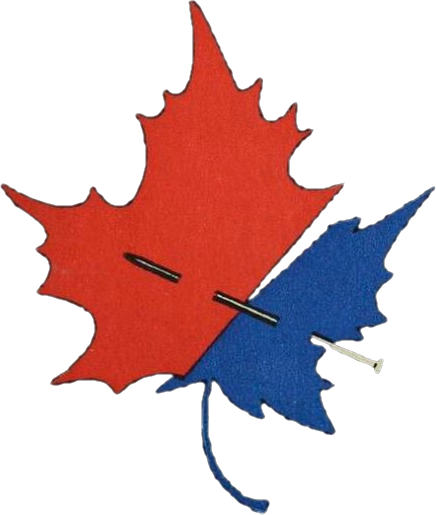
1962 – Lucrarea canadianului Jean-Charles Harvey - De ce sunt antiseparatist (franceză Pourquoi je suis antiséparatiste)
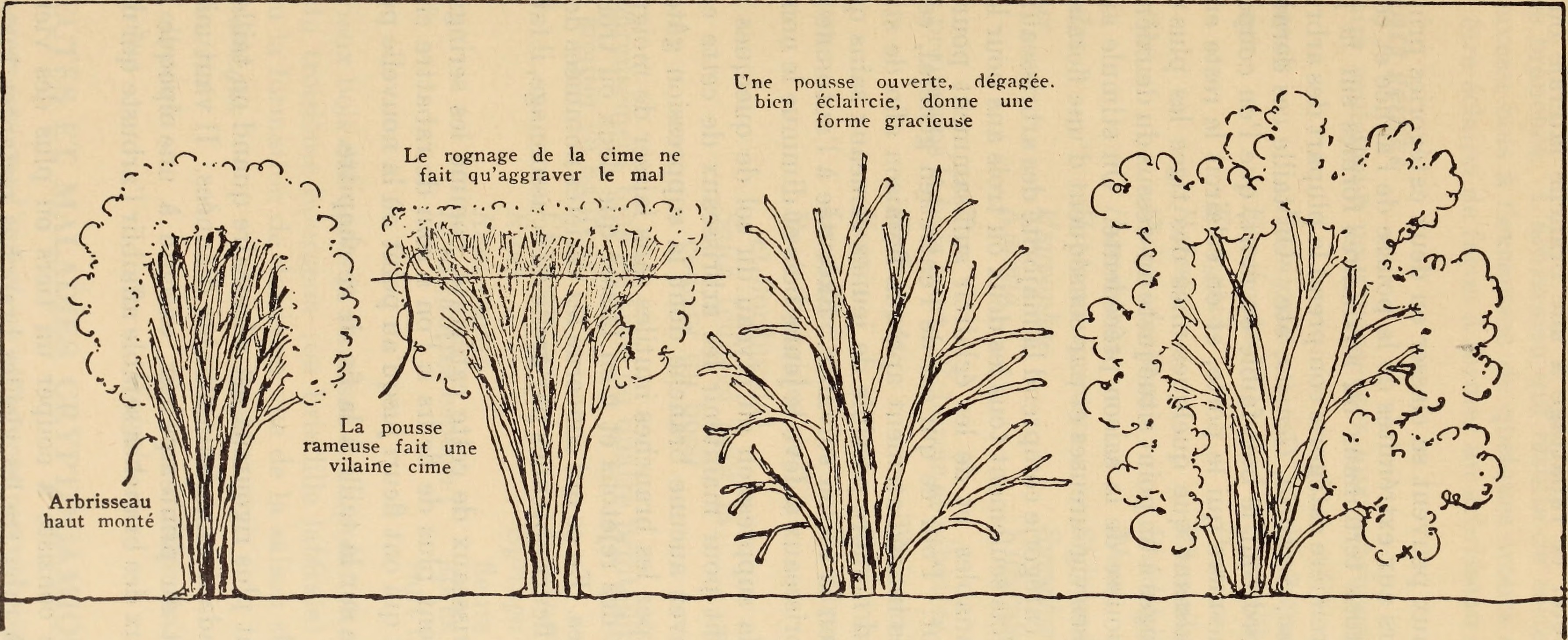
1962 – Arbusti ornamentali pentru grădini canadiene (în franceză Arbrisseaux d'ornement pour jardins canadiens) - autor Oliver, R. W. -  Canada, Ministerul agriculturii (în franceză Ministère de l'agriculture)
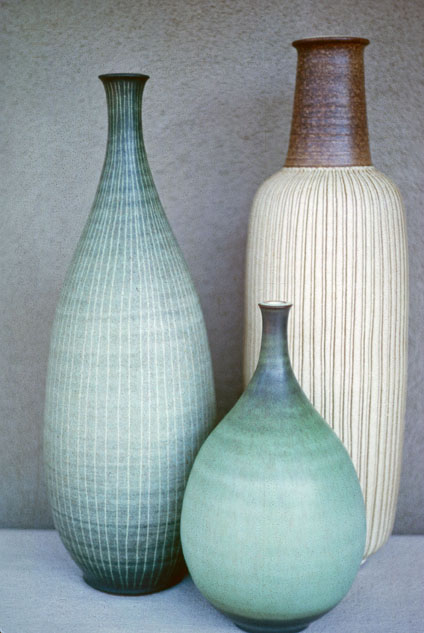
1962 – Grup de vase de Harrison Edward McIntosh (1914 – 2016), [1] realizate în 1962 — Sursa, Marguerite McIntosh (12 august 2014, 13:35:35)